# Гвадіана
Гвадіана (ісп. і порт. Guadiana) — друга за довжиною річка Піренейського півострова і десята велика річка, що проходить через дві держави (Іспанія і Португалія). Протяжність — 778 км, площа басейну — 67 000 км².

## Назва
- Ана (лат. Anas, flumen Anas, «Качкова річка») — латинська назва річки в часи римського панування[1]. Вона зберігалася в часи Вестготського королівства та мусульманської Андалусії. Мусульмани також називали її «ваді-Ана» (араб. نهر يانة, wadi Ana) — «річка Ана»[2].
- Гвадіана, або Гудіана (ісп. Guadiana, МФА: [ɡwaˈðjana]; порт. Guadiana, МФА: [gwɐ.di.ˈɐ.nɐ]) — іспанська й португальська назви річки, що походить від арабського «ваді-Ана»[3].

## Опис
У римські часи була віссю провінції Іспанія-Бетіка, основним містом якого була Мерида (Емерита Аугуста), що знаходилася на річці, що було одним з найважливіших міст Іспанії того часу. Під час римського панування ця річка відділяла провінції Бетіка і Лузітанія про що згадував Пліній у своїй роботі Naturalis History (природна історія).
Джерело річки знаходяться в провінції Ла-Манча на плато Кампо-де-Монтьєль, де є мережа з декількох невеликих озер, за назвою Лагунас-де-Руйдера. Має довжину 818 км, з яких 578 км в Іспанії, 140 км у Португалії , 100 км як прикордонна річка, проходить до затоки Кадіс між містами Віла-Реал-де-Санту-Антоніу в Португалії та Аямонте в Іспанії. У верхній течії після виходу з озер річка зникає під землею, щоб текти близько 35 км до місця де виходить на поверхню, під назвою Охос-дель-Гвадіана, або Гвадіана-Альто. За декілька км від того місця, де річка виходить на поверхню, річка отримує праву притоку Санкара, звідки річка має назву Гвадіана-Бахо. У середній течії Гвадіана тече зі сходу на захід спочатку вузькою та глибокою долиною між Толеданськими горами на півночі та Сьєрра-Мореною на півдні. Досягаючі низинного району Естремадура, річка прямує в широкій, слабко окресленій сильно меандруючі. Поруч із Бадахос річка змінює свій напрямок на південь, виходить з території Іспанії, і протягом декількох десятків кілометрів вона стає прикордонною річкою, після перетину португальської ділянки знову стає прикордонною річкою і впадає у Кадіську затоку (Атлантичний океан).
Як й інші річки Іберії, Гваделупа має дуже нерівний стік води. Середньорічний скид близько 70 м³/с не віддзеркалює витрати в різні періоди року, а ці значення коливаються від 0 (річка іноді висихає) до 8000 м³/с. Річкові води є головним сільськогосподарським ресурсом Естремадури. На річці близько 1830 гребль, що використовуються як для іригації та і для вироблення електрики. Загальна потужність гідроелектростанцій — 248 МВт.
Основними правими притоками є: Бульяке, Руекас, Гевора, Дехебе та Кобрес. Основні ліві притоки: Асуер, Сухар, Арройо, Габалон, Матачель та Арділа. Річка судноплавна від містечка Мертола.
У Мериді збереглися давньоримські греблі і 700-метровий міст часів імператора Траяна.